# Fantasmagoria
Fantasmagoria – urojenie, złudzenie, iluzja (np. fantastyczne obrazy, wizje); czasem też wymieszanie jawy i snu, czy też rzeczywistego świata z fantastycznym (co może skutkować interesującym efektem artystycznym).